# Nymboida National Park
Nymboida National Park är en park i Australien. Den ligger i delstaten New South Wales, i den sydöstra delen av landet, omkring 480 kilometer norr om delstatshuvudstaden Sydney.
Trakten runt Nymboida National Park är nära nog obefolkad, med mindre än två invånare per kvadratkilometer.. Det finns inga samhällen i närheten. 
I omgivningarna runt Nymboida National Park växer i huvudsak städsegrön lövskog. Genomsnittlig årsnederbörd är 1 423 millimeter. Den regnigaste månaden är januari, med i genomsnitt 273 mm nederbörd, och den torraste är oktober, med 19 mm nederbörd.